# Instituto Nacional de Alimentos y Agricultura
El Instituto Nacional de Alimentos y Agricultura, o (NIFA por sus siglas en inglés National Institute of Food and Agriculture) es un cuerpo del Gobierno de los Estados Unidos cuya creación fue ordenada por la Ley de Alimentos, Conservación y Energía del 2008. Tiene la intención de consolidar todos los financiamientos del gobierno federal en cuanto a la ciencia agrícola, y estará subordinado al Ministerio de Agricultura de los Estados Unidos.